# 붉은이땃쥐류

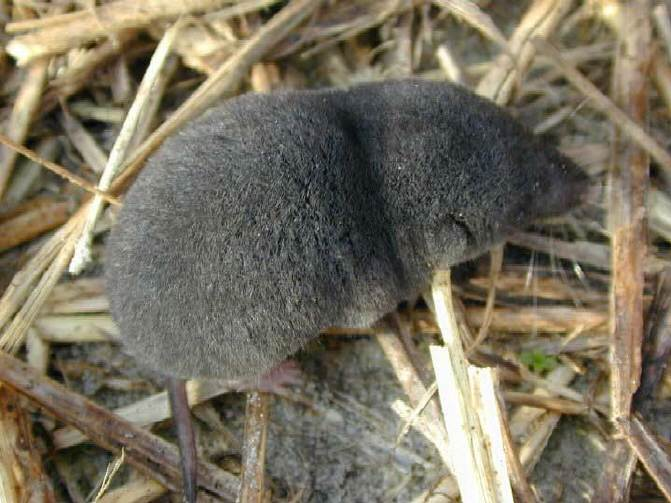

붉은이땃쥐류는 진무맹장목 땃쥐과를 구성하는 3개의 아과 중의 하나인 붉은이땃쥐아과(Soricinae)의 포유동물을 두루 일컫는 말이다. 북아메리카와 남아메리카 북부, 유럽 그리고 아시아 북부 지역에서 주로 발견된다. 이빨 끝단의 에나멜 층이 붉은 이유는 철 성분 때문이다.

## 하위 속
- 아시아두더지땃쥐족 (Anourosoricini)
  - 아시아두더지땃쥐속 (Anourosorex)
- 아시아짧은꼬리땃쥐족 (Blarinellini)
  - 아시아짧은꼬리땃쥐속 (Blarinella)
- 아메리카짧은꼬리땃쥐족 (Blarinini)
  - 아메리카짧은꼬리땃쥐속 (Blarina)
  - 작은귀땃쥐속 (Cryptotis)
- 넥토갈레족 (Nectogalini)
  - 아시아갯첨서속 (Chimarrogale)
  - 코드시고아속 (Chodsigoa)
  - 갈색이땃쥐속 (Episoriculus)
  - 물갈퀴발갯첨서속 (Nectogale)
  - 갯첨서속 (Neomys)
  - † Nesiotites
  - 히말라야땃쥐속 (Soriculus)
- 회색땃쥐족 (Notiosoricini)
  - 멕시코땃쥐속 (Megasorex)
  - 회색땃쥐속 (Notiosorex)
- 뒤쥐족 (Soricini)
  - 긴꼬리땃쥐속 또는 뒤쥐속 (Sorex)